# Ekkehard d'Aura
Ekkehard d'Aura (en latin : Ekkehardus Uraugiensis), né vers 1080 et mort le 20 février d'une année après 1125, est un moine bénédictin et un chroniqueur du XIIe siècle ; c'est l'un des plus célèbres historiens allemands du Moyen Âge. Il est le premier abbé du monastère d'Aura fondé en 1108.

## Biographie
On ne sait presque rien de sa vie et les rares informations le concernant sont consignées dans ses écrits. Né au plus tard vers 1080, Ekkehard est probablement issu de la noblesse bavaroise. Avec le duc Welf il se rend en Terre sainte lors de la croisade de 1101, avant d'entrer au couvent de Hirsau ou de Tegernsee. En 1108, il a été le premier abbé du monastère d'Aura situé sur la Saale franconienne près de Kissingen, nommé par l'évêque Othon de Bamberg. 
Ekkehard est l'auteur d'un récit de la première croisade intitulé Hierosolymita dans lequel il explique notamment que les échecs de l'expédition sont dus à l'insuffisante moralité des croisés. Il vient également actualiser et compléter la Chronique universelle (Chronicon universale) de Frutolf de Michelsberg († 1103). En 1844, les historiens allemands Georg Heinrich Pertz et Georg Waitz établiront que la partie de cette chronique allant jusqu'à la mort de l'empereur Henri V le 23 mai 1125 était l'œuvre d'Ekkerhard. Sa contribution fut alors un temps surévaluée jusqu'à ce que Harry Bresslau découvre en 1895 à la bibliothèque d'Iéna le manuscrit autographe de Frutolf, montrant qu'Ekkehard avait utilisé le travail de ce dernier jusqu'à l'an 1101. 
Selon la nécrologie, il est décédé le 20 février. On suppose qu'il meurt peu après 1125, lorsque sa chronique s'interrompt, vraisemblablement entre 1126 et 1130. 

## Ouvrages en ligne
- (la) Ekkehardus Uraugiensis sur le site « Documenta Catholica Omnia »